# Opelousas
La ville d’Opelousas (en français : les Opelousas) est le siège de la paroisse de Saint-Landry, dans l'État de la Louisiane aux États-Unis.
Lors des deux derniers recensements de la population effectués par le Bureau du recensement des États-Unis, celle-ci est passée de 22 860 habitants en 2000 à 16 634 habitants en 2010. Opelousas fait partie de l'aire métropolitaine d'Opelousas-Eunice peuplée de 91 528 habitants au recensement de 2006. La superficie de la commune est de 18,3 km2. Opelousas est la troisième plus grande ville de la région francophone de l'Acadiana, laquelle est peuplée de plus d'un demi-million d'habitants dont une majorité de Cadiens et de Créoles.
Opelousas est le centre musical de la musique cadienne du zydeco.

## Toponymie

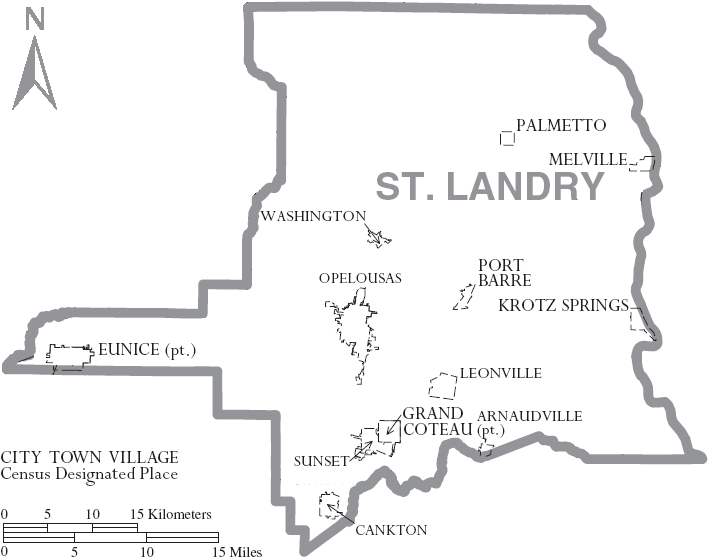
Opelousas et la paroisse de Saint-Landry

Opelousas tient son nom de la tribu des Amérindiens Appalousa qui vivaient dans cette région. Le terme Appalousa signifierait « jambe noire ». D'après les premiers visiteurs européens, notamment un colon français du nom de Michel de Birotte, qui vécut plusieurs années parmi eux à partir de 1690, les jambes des membres de cette tribu devenaient sombres à cause des dépôts sur la peau de leurs membres inférieurs occasionnés par leurs activités de pêche dans les marais environnants, dont les eaux étaient chargées en particules sombres en suspension.

## Histoire
Les premiers Européens à arpenter le territoire des Appalousas furent les coureurs des bois et autres trappeurs français et Canadiens français au cours du XVIIe siècle. Quand la Louisiane française fut organisée, les terres des Appalousas prirent le nom de territoire des Opelousas. Ce territoire jouxtait celui d'une autre tribu amérindienne, celle des Atakapas.
En 1699, fut fondé le Poste des Opelousas (au nord de la commune actuelle) et quelques années plus tard, le Poste des Atakapas près de Saint-Martinville. Ces deux postes permirent le développement de ce territoire avec l'installation de nombreux colons français et l'arrivée de ses premiers esclaves noirs africains. Le Poste des Opelousas est un des premiers sites de peuplement français de la Louisiane.
À la fin du XVIIIe siècle arrivèrent de nombreux Acadiens chassés de l'Acadie, par les Anglais.
Au début du XIXe siècle, vinrent à leur tour les réfugiés français de Saint-Domingue en Amérique qui partirent de ces îles après la révolte des esclaves et la proclamation de la République en Haïti.
Après la vente de la Louisiane par Napoléon Ier en 1803, Opelousas devint le chef-lieu de la paroisse de Saint-Landry, en 1805.
En 1821, la ville d'Opelousas fut officiellement constituée. La même année fut fondée, à Grand Coteau, juste au sud d'Opelousas, la seconde institution d'éducation à l'ouest du fleuve Mississippi, par la communauté créole francophone. 
Pendant la guerre de Sécession, Opelousas devint la capitale de la Louisiane pendant neuf mois (1862-1863) en remplacement de Baton Rouge.
Le 28 septembre 1868, eut lieu le Massacre d'Opelousas (en): l'élimination des républicains Afro- américains de la paroisse de Saint-Landry.
En 1927, lors des grandes crues catastrophiques du Mississippi, Opelousas accueillit des milliers de réfugiés. Plus de 80 % de la paroisse de Landry fut inondé et près de 80 % de la population subit des dommages importants.
Opelousas est la ville natale du grand musicien cadien de zydeco : Clifton Chenier
Depuis quelques années se tient, en avril, le Opelousas Ultimate Zydeco Throwdown qui attire des milliers de danseurs et d'amateurs de musique Zydeco.
En mai a lieu un autre évènement musical, le Zydeco Extravaganza.
Chaque année également a lieu le Concours de blagues cadiennes d'Opelousas, qui donne chaque année l’opportunité à des amateurs, tous originaires du Sud louisianais, de faire valoir leurs talents d’humoristes dans ce genre fort prisé de la littérature orale franco-louisianaise.

## Démographie
Lors du recensement de 2010, la ville comptait une population de 16 634 habitants. Elle est estimée, en 2017, à 16 323 habitants.
| Groupe            | Opelousas | Louisiane | États-Unis |
| ----------------- | --------- | --------- | ---------- |
| Afro-Américains   | 75,1      | 32,0      | 12,6       |
| Blancs            | 22,3      | 62,6      | 72,4       |
| Métis             | 1,1       | 1,6       | 2,9        |
| Autres            | 0,7       | 1,6       | 6,4        |
| Asiatiques        | 0,5       | 1,6       | 4,8        |
| Amérindiens       | 0,4       | 0,7       | 0,9        |
| Total             | 100       | 100       | 100        |
|                   |           |           |            |
| Latino-Américains | 1,6       | 4,3       | 16,7       |

Selon l'American Community Survey, pour la période 2011-2015, 94,14 % de la population âgée de plus de 5 ans déclare parler l'anglais à la maison, 4,36 % le français et 1,34 % une autre langue.

## Personnalités liées aux Opelousas
- Clifton Chenier, né le 25 juin 1925 aux Opelousas et mort à Lafayette le 12 décembre 1987. Accordéoniste, musicien de zydeco, un mélange de musique cadienne.
- Keon Coleman (2003-), receveur de football américain, né aux Opelousas.
- Alfred Mouton, né Jean Jacques Alfred Alexandre Mouton le 10 février 1829 aux Opelousas et mort le 8 avril 1864 lors de la bataille de Mansfield. Général de brigade de l'armée confédérée d'origine cajun.
- Paul Prudhomme, né le 13 juillet 1940 à Opelousas dans la région acadiane de Louisiane et mort le 8 octobre 2015 à La Nouvelle-Orléans. Cuisinier américain d'origine cajun, célèbre pour sa cuisine cadienne.
- Rodney, dit Rod, Milburn, natif des Opelousas en 1950 et mort en 1997. Athlète, champion olympique du 110 mètres haies en 1972 à Munich devant le Français Guy Drut.